# Sovrani di Piombino
Il seguente è un elenco dei sovrani di Piombino, ovvero coloro che governarono un piccolo Stato toscano con capitale Piombino dal 1399 al 1814.
La sua creazione si deve alla vendita nel 1399 della Repubblica di Pisa ai Visconti e ai territori da essa ricavati per creare un piccolo Stato a sé stante: la Signoria di Piombino, per l'appunto. Al momento della sua creazione, lo Stato comprendeva il territorio di Piombino (con Scarlino, Buriano, Suvereto, Vignale e Populonia) e le isole d'Elba, di Pianosa e di Montecristo. Successivamente, nel 1594, Piombino venne elevato a Principato e Populonia a Marchesato. Poi, dopo l'iniziale dominio di Napoleone Bonaparte e la successiva concessione a sua sorella Elisa e al di lei marito, Felice Baciocchi, nel 1805 il Principato di Piombino venne unito all'ex-Repubblica di Lucca: nacque così il Principato di Lucca e Piombino. Infine, nel 1814, l'indipendenza di questi territori arrivò a termine in conseguenza alla caduta di Napoleone; così, Lucca venne trasformata in Ducato e Piombino venne annesso al Granducato di Toscana.
Le casate regnanti di questi territori furono, in ordine di successione e salvo brevi periodi di dominio esterno: gli Appiano, i Ludovisi, i Boncompagni-Ludovisi, i Bonaparte-Baciocchi.

## Signori di Piombino, 1399–1594
Co-regnanti in qualità di consorti (jure uxoris)
  Dominio pontificio (1501–1503); dominio fiorentino (1548–1557)
| Sovrano/a (nascita–morte) | Immagine | Stemma | Regno (dal–al) | Matrimonio & Discendenza | Diritto di successione | N. | |
| Nel 1399 la Repubblica di Pisa , di cui Gherardo Appiano n'era signore, fu venduta ai Visconti di Milano per 200.000 fiorini. Gherardo riserbò per sé le isole d' Elba , di Pianosa , di Montecristo e il territorio di Piombino (con Scarlino , Buriano , Suvereto , Vignale e Populonia ). | Nel 1399 la Repubblica di Pisa , di cui Gherardo Appiano n'era signore, fu venduta ai Visconti di Milano per 200.000 fiorini. Gherardo riserbò per sé le isole d' Elba , di Pianosa , di Montecristo e il territorio di Piombino (con Scarlino , Buriano , Suvereto , Vignale e Populonia ). | Nel 1399 la Repubblica di Pisa , di cui Gherardo Appiano n'era signore, fu venduta ai Visconti di Milano per 200.000 fiorini. Gherardo riserbò per sé le isole d' Elba , di Pianosa , di Montecristo e il territorio di Piombino (con Scarlino , Buriano , Suvereto , Vignale e Populonia ). | Nel 1399 la Repubblica di Pisa , di cui Gherardo Appiano n'era signore, fu venduta ai Visconti di Milano per 200.000 fiorini. Gherardo riserbò per sé le isole d' Elba , di Pianosa , di Montecristo e il territorio di Piombino (con Scarlino , Buriano , Suvereto , Vignale e Populonia ). | Nel 1399 la Repubblica di Pisa , di cui Gherardo Appiano n'era signore, fu venduta ai Visconti di Milano per 200.000 fiorini. Gherardo riserbò per sé le isole d' Elba , di Pianosa , di Montecristo e il territorio di Piombino (con Scarlino , Buriano , Suvereto , Vignale e Populonia ). | Nel 1399 la Repubblica di Pisa , di cui Gherardo Appiano n'era signore, fu venduta ai Visconti di Milano per 200.000 fiorini. Gherardo riserbò per sé le isole d' Elba , di Pianosa , di Montecristo e il territorio di Piombino (con Scarlino , Buriano , Suvereto , Vignale e Populonia ). | Nel 1399 la Repubblica di Pisa , di cui Gherardo Appiano n'era signore, fu venduta ai Visconti di Milano per 200.000 fiorini. Gherardo riserbò per sé le isole d' Elba , di Pianosa , di Montecristo e il territorio di Piombino (con Scarlino , Buriano , Suvereto , Vignale e Populonia ). | Nel 1399 la Repubblica di Pisa , di cui Gherardo Appiano n'era signore, fu venduta ai Visconti di Milano per 200.000 fiorini. Gherardo riserbò per sé le isole d' Elba , di Pianosa , di Montecristo e il territorio di Piombino (con Scarlino , Buriano , Suvereto , Vignale e Populonia ). |
| Appiano | Appiano | Appiano | Appiano | Appiano | Appiano | Appiano | Appiano |
| --- | --- | --- | --- | --- | --- | --- | --- |
| Gherardo Appiano (...–1405) | | | 1399 | Paola Colonna 1 figlio e 3 figlie | Nessuno, fu il primo Signore | | |
| Gherardo Appiano (...–1405) | 1405 | | | Paola Colonna 1 figlio e 3 figlie | Nessuno, fu il primo Signore | | |
| Jacopo II Appiano (1399–1441) | | | 1405 | Donatella Fieschi dei Conti di Lavagna nessun figlio | Figlio del precedente, GherardoSotto la reggenza materna fino al 1419 | | |
| Jacopo II Appiano (1399–1441) | 1441 | | | Donatella Fieschi dei Conti di Lavagna nessun figlio | Figlio del precedente, GherardoSotto la reggenza materna fino al 1419 | | |
| Alla morte senza eredi del figlio Jacopo II Appiano , Paola Colonna prese le redini del governo della Signoria, contro le disposizioni testamentarie del marito che ponevano la successione nelle mani di Emanuele Appiano , zio di Jacopo II. | | | | | | | |
| Colonna | | | | | | | |
| Paola Colonna (1380–1445) | | | 1441 | Gherardo Appiano 1 figlio e 3 figlie | Prese il potere contro il testamento del marito. Madre del precedente, Jacopo IIGià signora reggente dal 1405 al 1419 | | |
| Paola Colonna (1380–1445) | 1445 | | | Gherardo Appiano 1 figlio e 3 figlie | Prese il potere contro il testamento del marito. Madre del precedente, Jacopo IIGià signora reggente dal 1405 al 1419 | | |
| Morti sia il fratello sia la madre, Caterina Appiano riuscì a farsi riconoscere padrona della Signoria, sempre contro i diritti dello zio Emanuele Appiano . | | | | | | | |
| Appiano | | | | | | | |
| Caterina Appiano (1401–1451) | | | 1445 | Rinaldo Orsini nessun figlio | Figlia di Gherardo Appiano e Paola Colonna, e sorella di Jacopo II | | |
| Caterina Appiano (1401–1451) | 19 febbraio 1451 | | | Rinaldo Orsini nessun figlio | Figlia di Gherardo Appiano e Paola Colonna, e sorella di Jacopo II | | |
| Rinaldo Orsini (1402–1450) | | | 1445 | Caterina Appiano nessun figlio | Signore congiunto con la moglie Caterina Appiano, signora per suo proprio diritto | | |
| Rinaldo Orsini (1402–1450) | 1450 | | | Caterina Appiano nessun figlio | Signore congiunto con la moglie Caterina Appiano, signora per suo proprio diritto | | |
| Emanuele Appiano (1380–1457) | | | 1451 | Colia de' Giudici 1 figlio+ 1 figlio illegittimo | Zio della precedente, Caterina Appiano; egli era per diritto testamentario il successore del fratello Gherardo Appiano | | |
| Emanuele Appiano (1380–1457) | 1457 | | | Colia de' Giudici 1 figlio+ 1 figlio illegittimo | Zio della precedente, Caterina Appiano; egli era per diritto testamentario il successore del fratello Gherardo Appiano | | |
| Jacopo III Appiano (1439–1474) | | | 1457 | Battistina Fregoso 5 figli e 1 figlia+ 2 figlie illegittime | Figlio del precedente, Emanuele | | |
| Jacopo III Appiano (1439–1474) | 22 marzo 1474 | | | Battistina Fregoso 5 figli e 1 figlia+ 2 figlie illegittime | Figlio del precedente, Emanuele | | |
| Jacopo IV Appiano (1459–1511) | | | 22 marzo 1474 | Vittoria Piccolomini Todeschini 2 figli e 3 figlie | Figlio del precedente, Jacopo III | | |
| Jacopo IV Appiano (1459–1511) | 1501 (fuga) | | | Vittoria Piccolomini Todeschini 2 figli e 3 figlie | Figlio del precedente, Jacopo III | | |
| Avvertito dell'arrivo delle truppe di Cesare Borgia , il signore Jacopo IV fuggì dalla Signoria, che cadde sotto l'assedio del figlio del Papa. | | | | | | | |
| Borgia | | | | | | | |
| Cesare Borgia il Valentino (1475–1507) | | | 1501 | Charlotte d'Albret 1 figlia+ altri 11 figli illegittimi | Nessuno: assedio di Piombino | | |
| Cesare Borgia il Valentino (1475–1507) | 1503 (fuga) | | | Charlotte d'Albret 1 figlia+ altri 11 figli illegittimi | Nessuno: assedio di Piombino | | |
| Nel 1503 morì papa Alessandro VI Borgia e con lui anche l'impero del figlio Cesare crollò. I piombinesi si ribellarono, Cesare fuggì e Jacopo IV venne restaurato. | | | | | | | |
| Appiano | | | | | | | |
| Jacopo IV Appiano (1459–1511) | | | 1503 (restaurazione) | Vittoria Piccolomini Todeschini 2 figli e 3 figlie | Già signore dal 1474 al 1501 | | |
| Jacopo IV Appiano (1459–1511) | 1511 | | | Vittoria Piccolomini Todeschini 2 figli e 3 figlie | Già signore dal 1474 al 1501 | | |
| Jacopo V Appiano (1480–1545) | | | 1511 | (1) Maria d'Aragona dei Duchi di Villahermosa nessun figlio (2) Emilia Ridolfi nessun figlio (3) Clarice Ridolfi nessun figlio (4) Elena Salviati 2 figli+ 1 figlio illegittimo | Figlio del precedente, Jacopo IV | | |
| Jacopo V Appiano (1480–1545) | 1545 | | | (1) Maria d'Aragona dei Duchi di Villahermosa nessun figlio (2) Emilia Ridolfi nessun figlio (3) Clarice Ridolfi nessun figlio (4) Elena Salviati 2 figli+ 1 figlio illegittimo | Figlio del precedente, Jacopo IV | | |
| Jacopo VI Appiano (1529–1585) | | | 1545 | Virginia Fieschi di Genova 1 figlio e 5 figlie + altri 3 figli illegittimi | Figlio del precedente, Jacopo IV | | |
| Jacopo VI Appiano (1529–1585) | 1548 (fuga) | | | Virginia Fieschi di Genova 1 figlio e 5 figlie + altri 3 figli illegittimi | Figlio del precedente, Jacopo IV | | |
| Nel 1548 il signore Jacopo VI fuggì da Piombino, che era stata occupata dal duca Cosimo I de' Medici su concessione dell'imperatore Carlo V d'Asburgo : infatti, l'Imperatore non era soddisfatto delle scorrerie che i Turchi Ottomani attuavano sulle coste della Signoria, mal difese dagli Appiano, e, sollecitato dal Medici, desideroso di ampliare i propri domini, gliel'affidò proprio mentre stava allestendo una potente flotta. | | | | | | | |
| Medici | | | | | | | |
| Cosimo I de' Medici (1519–1574) | | | 1548 | (1) Eleonora di Toledo 7 figli e 4 figlie (2) Camilla Martelli 1 figlia+ altre 2 figlie e 1 figlio illegittimi | Occupazione di Piombino su ordine dell'Imperatore e successiva investitura imperiale | | |
| Cosimo I de' Medici (1519–1574) | 20 maggio 1557 (rinuncia) | | | (1) Eleonora di Toledo 7 figli e 4 figlie (2) Camilla Martelli 1 figlia+ altre 2 figlie e 1 figlio illegittimi | Occupazione di Piombino su ordine dell'Imperatore e successiva investitura imperiale | | |
| Quasi subito dopo l'occupazione fiorentina di Piombino, vari eventi si accumularono: infatti, gli scontenti Appiano premevano per la restituzione dello Stato perduto, mentre, dall'altro lato, Cosimo I vedeva ritirarsi inaspettatamente l'investitura imperiale, per alcuni dissapori interni; ma, ad aggiungersi a tutto questo fu lo scoppio della Guerra di Siena , che vide occupati sia Firenze sia l'Impero stesso. La situazione confusionaria si risolse nel 1557 con la restituzione dello Stato agli Appiano, ad eccezione di Portoferraio sull' Isola d'Elba , che venne invece lasciato nelle mani di Cosimo I. | | | | | | | |
| Appiano | | | | | | | |
| Jacopo VI Appiano (1529–1585) | | | 20 maggio 1557 (restaurazione) | Virginia Fieschi di Genova 1 figlio e 5 figlie + altri 3 figli illegittimi | Già signore dal 1545 al 1548 | | |
| Jacopo VI Appiano (1529–1585) | 15 maggio 1585 | | | Virginia Fieschi di Genova 1 figlio e 5 figlie + altri 3 figli illegittimi | Già signore dal 1545 al 1548 | | |
| Alessandro Appiano (1558–1590) | | | 15 maggio 1585 | Isabella de Mendoza 2 figli e 1 figlia+ 1 figlia illegittima | Figlio illegittimo (poi legittimato) del precedente, Jacopo VI | | |
| Alessandro Appiano (1558–1590) | 29 settembre 1590 (assassinio) | | | Isabella de Mendoza 2 figli e 1 figlia+ 1 figlia illegittima | Figlio illegittimo (poi legittimato) del precedente, Jacopo VI | | |
| Jacopo VII Appiano (1581–1603) | | | 1590 | Spinola Bianco nessun figlio | Figlio del precedente, Alessandro | | |
| Jacopo VII Appiano (1581–1603) | 1594 (divenne Principe) | | | Spinola Bianco nessun figlio | Figlio del precedente, Alessandro | | |

## Principi di Piombino, 1594–1801
Co-regnanti in qualità di consorti (jure uxoris)
  Dominio imperiale (1603–1611); dominio spagnolo (1628–1634)
| Sovrano/a (nascita–morte) | Immagine | Stemma | Regno (dal–al) | Matrimonio & Discendenza | Diritto di successione | N. | |
| Nel 1594 l'imperatore Rodolfo II d'Asburgo elevò la Signoria di Piombino a Principato e il feudo di Populonia a Marchesato. | Nel 1594 l'imperatore Rodolfo II d'Asburgo elevò la Signoria di Piombino a Principato e il feudo di Populonia a Marchesato. | Nel 1594 l'imperatore Rodolfo II d'Asburgo elevò la Signoria di Piombino a Principato e il feudo di Populonia a Marchesato. | Nel 1594 l'imperatore Rodolfo II d'Asburgo elevò la Signoria di Piombino a Principato e il feudo di Populonia a Marchesato. | Nel 1594 l'imperatore Rodolfo II d'Asburgo elevò la Signoria di Piombino a Principato e il feudo di Populonia a Marchesato. | Nel 1594 l'imperatore Rodolfo II d'Asburgo elevò la Signoria di Piombino a Principato e il feudo di Populonia a Marchesato. | Nel 1594 l'imperatore Rodolfo II d'Asburgo elevò la Signoria di Piombino a Principato e il feudo di Populonia a Marchesato. | Nel 1594 l'imperatore Rodolfo II d'Asburgo elevò la Signoria di Piombino a Principato e il feudo di Populonia a Marchesato. |
| Appiano | Appiano | Appiano | Appiano | Appiano | Appiano | Appiano | Appiano |
| --- | --- | --- | --- | --- | --- | --- | --- |
| Jacopo VII Appiano (1581–1603) | | | 1594 | Spinola Bianco nessun figlio                                                                                                | Già signore dal 1590 | | |
| Jacopo VII Appiano (1581–1603) | 5 gennaio 1603 | | | Spinola Bianco nessun figlio                                                                                                | Già signore dal 1590 | | |
| Con la morte senza eredi nel 1603 di Jacopo VII Appiano vi fu una situazione di stallo per la successione. Da un lato vi erano le pretese da parte di Carlo Appiano , figlio di Sforza Appiano del ramo cadetto discendente da Belisario Appiano (figlio di Jacopo III e fratello di Jacopo IV ) e dall'altro le rivendicazioni di Isabella Appiano , sorella di Jacopo VII. Vi fu anche la questione tra Spagna e Impero su chi avesse diritti su Piombino. In questa situazione intervenne l'imperatore Rodolfo II d'Asburgo , che occupò il Principato. | | | | | | | |
| Asburgo | | | | | | | |
| Rodolfo II d'Asburgo (1552–1612) | | | 1603 | Non si sposò mai, ma ebbe vari figli illegittimi                                                                            | Imperatore del Sacro Romano Impero                                                                                          | | |
| Rodolfo II d'Asburgo (1552–1612) | 1611 (rinuncia) | | | Non si sposò mai, ma ebbe vari figli illegittimi                                                                            | Imperatore del Sacro Romano Impero                                                                                          | | |
| Nel 1611 , dopo una rivolta, Isabella Appiano riuscì ad ottenere l'investitura del Principato da parte della corte di Spagna. | | | | | | | |
| Appiano | | | | | | | |
| Isabella Appiano (1577–1661) | | | 1611 | (1) Giorgio de Mendoza, conte di Binasco 2 figlie (2) Paolo Giordano II Orsini, duca di Bracciano nessun figlio             | Investitura reale. Sorella di Jacopo VII Appiano                                                                            | | |
| Isabella Appiano (1577–1661) | 1628 (investitura revocata)                                                                                                 | | | (1) Giorgio de Mendoza, conte di Binasco 2 figlie (2) Paolo Giordano II Orsini, duca di Bracciano nessun figlio             | Investitura reale. Sorella di Jacopo VII Appiano                                                                            | | |
| Giorgio de Mendoza (...–1618) | | | 1611 | Isabella Appiano 2 figlie                                                                                                   | jure uxoris | | |
| Giorgio de Mendoza (...–1618) | 1618 | | | Isabella Appiano 2 figlie                                                                                                   | jure uxoris | | |
| Paolo Giordano II Orsini (1591–1656) | | | 1622 | Isabella Appiano nessun figlio+ 1 figlio illegittimo                                                                        | jure uxoris | | |
| Paolo Giordano II Orsini (1591–1656) | 1628 | | | Isabella Appiano nessun figlio+ 1 figlio illegittimo                                                                        | jure uxoris | | |
| L'investitura di Isabella venne revocata e lei spodestata da Filippo IV d'Asburgo , re di Spagna, che prese possesso legale dello Stato. | | | | | | | |
| Asburgo | | | | | | | |
| Filippo IV d'Asburgo (1605–1665) | | | 1628 | (1) Elisabetta di Borbone-Francia 2 figli e 6 figlie (2) Maria Anna d'Asburgo 3 figli e 2 figlie+ 1 figlio illegittimo      | Re di Spagna | | |
| Filippo IV d'Asburgo (1605–1665) | 1634 (rinuncia) | | | (1) Elisabetta di Borbone-Francia 2 figli e 6 figlie (2) Maria Anna d'Asburgo 3 figli e 2 figlie+ 1 figlio illegittimo      | Re di Spagna | | |
| Niccolò I Ludovisi , marito di Polissena de Mendoza, figlia di Isabella Appiano , poté rivendicare ed ottenere (anche a seguito del pagamento di un milione di fiorini) la cessione del Principato di Piombino per sé e i suoi discendenti. | | | | | | | |
| Ludovisi | | | | | | | |
| Niccolò I Ludovisi (1610–1664) | | | 1634 | (1) Isabella Gesualdo nessun figlio (2) Polissena de Mendoza nessun figlio (3) Costanza Pamphilj 1 figlio e 4 figlie        | ex uxore | | |
| Niccolò I Ludovisi (1610–1664) | 25 dicembre 1664 | | | (1) Isabella Gesualdo nessun figlio (2) Polissena de Mendoza nessun figlio (3) Costanza Pamphilj 1 figlio e 4 figlie        | ex uxore | | |
| Giovan Battista I Ludovisi (1647–1699) | | | 1º settembre 1665 | (1) Maria de Moncada nessun figlio (2) Anna Maria Arduino 1 figlio                                                          | Figlio del precedente, Niccolò I                                                                                            | | |
| Giovan Battista I Ludovisi (1647–1699) | 24 agosto 1699 | | | (1) Maria de Moncada nessun figlio (2) Anna Maria Arduino 1 figlio                                                          | Figlio del precedente, Niccolò I                                                                                            | | |
| Niccolò II Ludovisi (1699–1700) | | | 27 ottobre 1699 | - | Figlio del precedente, Giovan Battista IRegnò sotto la reggenza della madre, Anna Maria Arduino                             | | |
| Niccolò II Ludovisi (1699–1700) | 17 gennaio 1700 | | | - | Figlio del precedente, Giovan Battista IRegnò sotto la reggenza della madre, Anna Maria Arduino                             | | |
| Olimpia Ludovisi (1646–1700) | | | 9 marzo 1700 | - | Zia del precedente, Niccolò II, e figlia di Niccolò IMonaca di clausura, governò dal monastero                              | | |
| Olimpia Ludovisi (1646–1700) | 27 novembre 1700 | | | - | Zia del precedente, Niccolò II, e figlia di Niccolò IMonaca di clausura, governò dal monastero                              | | |
| Ippolita Ludovisi (1663–1733) | | | 27 gennaio 1701 | Gregorio II Boncompagni 6 figlie e 1 figlio                                                                                 | Sorella della precedente, Olimpia, e figlia di Niccolò I                                                                    | | |
| Ippolita Ludovisi (1663–1733) | 29 dicembre 1733 | | | Gregorio II Boncompagni 6 figlie e 1 figlio                                                                                 | Sorella della precedente, Olimpia, e figlia di Niccolò I                                                                    | | |
| Gregorio II Boncompagni (1642–1707) | | | 27 gennaio 1701 | (1) Giustina Gallio 1 figlio (2) Ippolita Ludovisi 6 figlie e 1 figlio                                                      | jure uxoris | | |
| Gregorio II Boncompagni (1642–1707) | 1º gennaio 1707 | | | (1) Giustina Gallio 1 figlio (2) Ippolita Ludovisi 6 figlie e 1 figlio                                                      | jure uxoris | | |
| Dopo l'estinzione diretta in linea maschile e successivamente, con la morte di Ippolita , anche femminile, l'eredità del titolo e dei beni dei Ludovisi venne continuata da Maria Eleonora Boncompagni Ludovisi , figlia di Ippolita, che sposò lo zio paterno Antonio I Boncompagni . | | | | | | | |
| Boncompagni-Ludovisi | | | | | | | |
| Maria Eleonora Boncompagni Ludovisi (1686–1745) | | | 29 dicembre 1733 | Antonio I Boncompagni 3 figli e 2 figlie                                                                                    | Figlia della principessa regnante Ippolita Ludovisi e di Gregorio II Boncompagni                                            | | |
| Maria Eleonora Boncompagni Ludovisi (1686–1745) | 5 gennaio 1745 | | | Antonio I Boncompagni 3 figli e 2 figlie                                                                                    | Figlia della principessa regnante Ippolita Ludovisi e di Gregorio II Boncompagni                                            | | |
| Gaetano I Boncompagni Ludovisi (1706–1777) | | | 5 gennaio 1745 | Laura Chigi 4 figli e 5 figlie                                                                                              | Figlio della precedente, Maria Eleonora                                                                                     | | |
| Gaetano I Boncompagni Ludovisi (1706–1777) | 24 maggio 1777 | | | Laura Chigi 4 figli e 5 figlie                                                                                              | Figlio della precedente, Maria Eleonora                                                                                     | | |
| Antonio II Boncompagni Ludovisi (1735–1805) | | | 24 maggio 1777 | (1) Donna Giacinta Orsini dei Duchi di Gravina nessun figlio (2) Donna Vittoria Sforza Cesarini 2 figli e 1 figlia          | Figlio del precedente, Gaetano I                                                                                            | | |
| Antonio II Boncompagni Ludovisi (1735–1805) | 1803 | | | (1) Donna Giacinta Orsini dei Duchi di Gravina nessun figlio (2) Donna Vittoria Sforza Cesarini 2 figli e 1 figlia          | Figlio del precedente, Gaetano I                                                                                            | | |
| In ottemperanza del trattato di Firenze (1801) , le truppe napoleoniche annetterono Piombino alla Francia , licenziando il principe Antonio II (che già nel 1796 aveva perso il Ducato di Sora ). Successivamente, per volere di Napoleone , nel 1805 venne creato il Principato di Lucca e Piombino ed assegnato alla sorella Elisa Bonaparte e al di lei marito, Felice Baciocchi . | | | | | | | |

## Principi di Lucca e Piombino, 1805–1814
| Sovrano/a (nascita–morte) | Immagine | Stemma | Regno (dal–al) | Matrimonio & Discendenza | Diritto di successione | N. | |
| Il 18 marzo 1805 i territori dell'ex-Principato di Piombino, già annessi alla Francia, vennero consegnati da Napoleone Bonaparte a sua sorella Elisa e al di lei marito, Felice Baciocchi . Poco dopo, insieme al restaurato Principato di Piombino, vi furono annessi anche i territori dell'ex- Repubblica di Lucca . Per questo, Elisa e Felice regnarono con il titolo di "Principessa e Principe di Lucca e Piombino".                                              | Il 18 marzo 1805 i territori dell'ex-Principato di Piombino, già annessi alla Francia, vennero consegnati da Napoleone Bonaparte a sua sorella Elisa e al di lei marito, Felice Baciocchi . Poco dopo, insieme al restaurato Principato di Piombino, vi furono annessi anche i territori dell'ex- Repubblica di Lucca . Per questo, Elisa e Felice regnarono con il titolo di "Principessa e Principe di Lucca e Piombino". | Il 18 marzo 1805 i territori dell'ex-Principato di Piombino, già annessi alla Francia, vennero consegnati da Napoleone Bonaparte a sua sorella Elisa e al di lei marito, Felice Baciocchi . Poco dopo, insieme al restaurato Principato di Piombino, vi furono annessi anche i territori dell'ex- Repubblica di Lucca . Per questo, Elisa e Felice regnarono con il titolo di "Principessa e Principe di Lucca e Piombino". | Il 18 marzo 1805 i territori dell'ex-Principato di Piombino, già annessi alla Francia, vennero consegnati da Napoleone Bonaparte a sua sorella Elisa e al di lei marito, Felice Baciocchi . Poco dopo, insieme al restaurato Principato di Piombino, vi furono annessi anche i territori dell'ex- Repubblica di Lucca . Per questo, Elisa e Felice regnarono con il titolo di "Principessa e Principe di Lucca e Piombino". | Il 18 marzo 1805 i territori dell'ex-Principato di Piombino, già annessi alla Francia, vennero consegnati da Napoleone Bonaparte a sua sorella Elisa e al di lei marito, Felice Baciocchi . Poco dopo, insieme al restaurato Principato di Piombino, vi furono annessi anche i territori dell'ex- Repubblica di Lucca . Per questo, Elisa e Felice regnarono con il titolo di "Principessa e Principe di Lucca e Piombino". | Il 18 marzo 1805 i territori dell'ex-Principato di Piombino, già annessi alla Francia, vennero consegnati da Napoleone Bonaparte a sua sorella Elisa e al di lei marito, Felice Baciocchi . Poco dopo, insieme al restaurato Principato di Piombino, vi furono annessi anche i territori dell'ex- Repubblica di Lucca . Per questo, Elisa e Felice regnarono con il titolo di "Principessa e Principe di Lucca e Piombino". | Il 18 marzo 1805 i territori dell'ex-Principato di Piombino, già annessi alla Francia, vennero consegnati da Napoleone Bonaparte a sua sorella Elisa e al di lei marito, Felice Baciocchi . Poco dopo, insieme al restaurato Principato di Piombino, vi furono annessi anche i territori dell'ex- Repubblica di Lucca . Per questo, Elisa e Felice regnarono con il titolo di "Principessa e Principe di Lucca e Piombino". | Il 18 marzo 1805 i territori dell'ex-Principato di Piombino, già annessi alla Francia, vennero consegnati da Napoleone Bonaparte a sua sorella Elisa e al di lei marito, Felice Baciocchi . Poco dopo, insieme al restaurato Principato di Piombino, vi furono annessi anche i territori dell'ex- Repubblica di Lucca . Per questo, Elisa e Felice regnarono con il titolo di "Principessa e Principe di Lucca e Piombino". |
| Bonaparte-Baciocchi | Bonaparte-Baciocchi | Bonaparte-Baciocchi | Bonaparte-Baciocchi | Bonaparte-Baciocchi | Bonaparte-Baciocchi | Bonaparte-Baciocchi | Bonaparte-Baciocchi |
| --- | --- | --- | --- | --- | --- | --- | --- |
| Elisa Bonaparte (1777–1820) | | | 18 marzo 1805 | Felice Baciocchi 3 figli e 1 figlia | Nominata dal fratelloPrincipessa co-regnante con il marito Felice | | |
| Elisa Bonaparte (1777–1820) | 18 marzo 1814 (deposizione) | | | Felice Baciocchi 3 figli e 1 figlia | Nominata dal fratelloPrincipessa co-regnante con il marito Felice | | |
| Felice Baciocchi (1762–1841) | | | 18 marzo 1805 | Elisa Bonaparte 3 figli e 1 figlia | Nominato dal cognatoPrincipe co-regnante con la moglie Elisa | | |
| Felice Baciocchi (1762–1841) | 18 marzo 1814 (deposizione) | | | Elisa Bonaparte 3 figli e 1 figlia | Nominato dal cognatoPrincipe co-regnante con la moglie Elisa | | |
| Con la caduta di Napoleone Bonaparte anche il potere di Elisa e Felice crollò. I due coniugi si ritirarono a Trieste , mentre i territori dell'ormai decaduto Principato di Lucca e Piombino , secondo le decisioni del Congresso di Vienna , vennero suddivisi in questo modo: Piombino divenne indipendente (ad eccezione dell' Isola d'Elba , concessa all'esiliato Napoleone), mentre Lucca venne trasformata in Ducato e concessa a Maria Luisa di Borbone-Spagna . | | | | | | | |

## Principi di Piombino, 1814–1815
| Sovrano/a (nascita–morte) | Immagine             | Stemma               | Regno (dal–al)       | Matrimonio & Discendenza                | Diritto di successione | N.                   |                      |
| Boncompagni Ludovisi | Boncompagni Ludovisi | Boncompagni Ludovisi | Boncompagni Ludovisi | Boncompagni Ludovisi                    | Boncompagni Ludovisi   | Boncompagni Ludovisi | Boncompagni Ludovisi |
| --- | -------------------- | -------------------- | -------------------- | --------------------------------------- | ---------------------- | -------------------- | -------------------- |
| Luigi I Boncompagni Ludovisi (1767–1841)                                                                                                 |                      |                      | 18 marzo 1814        | Maddalena Odescalchi 3 figli e 4 figlie | Figlio di Antonio II   |                      |                      |
| Luigi I Boncompagni Ludovisi (1767–1841)                                                                                                 | 9 giugno 1815        |                      |                      | Maddalena Odescalchi 3 figli e 4 figlie | Figlio di Antonio II   |                      |                      |
| Secondo le decisioni del Congresso di Vienna , il Principato di Piombino (con l' Isola d'Elba ) venne annesso al Granducato di Toscana . |                      |                      |                      |                                         |                        |                      |                      |